# USS Tullibee (SSN-597)
«Таллиби» (SSN-597) — подводная лодка ВМС США, самая маленькая из американских атомных подводных лодок (длина 83,2 м, водоизмещение 2300 т). Названа в честь таллиби, пресноводной рыбы из отряда лососеобразных, обитающей в центральной и северной части Северной Америки. Первоначально экипаж лодки составлял 7 офицеров и 60 матросов, к моменту вывода из состава флота он достиг 13 офицеров и 100 матросов.
«Таллиби» принадлежит рекордное количество погружений и всплытий (730) в ВМФ США. За годы службы она прошла расстояние 325 000 морских миль.

## Строительство
«Таллиби» появилась в результате выполнения проекта «Project Nobska», начатого в 1956 году по инициативе начальника штаба ВМС США адмирала Арли Бёрка комитетом по подводному оружию (Committee on Undersea Warfare) Национальной академии наук. Проект предусматривал создание глубоководной сверхмалошумной подводной лодки c гидроакустической станцией дальнего действия. «Таллиби» стала первой подводной лодкой, оснащённой сферической гидроакустической антенной в носовом обтекателе. В связи с этим торпедные аппараты впервые были размещены в средней части корпуса. Кроме того, на «Таллиби» была установлена малошумная турбоэлектрическая двигательная установка с реактором S2C.

## Окончание службы
«Таллиби» была выведена из состава флота и вычеркнута из военно-морского регистра 25 июня 1988 года. 5 января 1995 года была включена в программу дезактивации атомных кораблей ВМС США. Вертикальные рули «Таллиби» в настоящее время демонстрируются на берегу озера Лейк-Вашингтон в Сиэтле.

## Награды
- Navy Unit Commendation
- Navy Meritorious Unit Commendation
- Arleigh Burke Fleet Trophy
- Submarine Squadron Two Departmental Communications «Green C» Award for communications excellence (April 1985).

Эта статья содержит текст из находящегося в общественном достоянии Словаря американских боевых кораблей. Запись может быть найдена здесь.